# راكيش ماريا
راكيش ماريا (بالإنجليزية: Rakesh Maria)‏ هو ضابط شرطة هندي، ولد في 19 يناير 1957 في مومباي في الهند.